# ویلارد کواین
ویلارد ون اورمن کواین (به انگلیسی: Willard Van Orman Quine) ‏ (۱۹۰۸ – ۲۰۰۰) فیلسوف تحلیلی معاصر بود. برخی او را در کنارِ لودویگ ویتگنشتاین، یکی از دو فیلسوف بزرگ قرنِ گذشته معرّفی می‌کنند. انتقادات کواین بر اثبات‌گرایی منطقی و احیاء مباحث هستی‌شناسی در سنت تحلیلی، باعث شده تا وی به شخص تاثیرگذاری در فلسفه معاصر بدل شود.او از سال ۱۹۵۶ تا ۱۹۷۸، استاد کرسی فلسفه اِدگار پییِرس در دانشگاه هاروارد بود.

## نوآوری‌های فلسفی کواین
- رد تمایز بین قضایای تحلیلی و تألیفی
- رد منطق موجهات
- کل‌گرایی
- معرفت‌شناسی طبیعت‌گرا
- نظریهٔ عدم قطعیت ترجمه